# Giovanni Maria Lancisi
Giovanni Maria Lancisi (Roma, 26 ottobre 1654 – Roma, 20 gennaio 1720) è stato un medico italiano.
Tra i suoi maggiori contributi vi fu la scoperta della correlazione tra la presenza di zanzare e la diffusione della malaria. In cardiologia, prende da lui il nome il Segno di Lancisi. Archiatra di due pontefici, Innocenzo XI e Clemente XI, è stato fondatore dell'omonima accademia a Roma, ancora attiva, e della biblioteca medica da lui fondata a lui intitolata.

## Biografia

### Primi anni e studi
Giovanni Maria Lancisi nacque a Roma il 26 ottobre 1654 da una ricca famiglia della borghesia romana. Il padre, Bartolomeo Lancisi, era nativo di Borgo di San Sepolcro; la madre, Anna Maria Borgianni, romana, morì nel darlo alla luce, così fu cresciuto ad Orvieto da una zia, suora.
Ritornò a Roma all'età di dodici anni dopo la morte della zia. Al termine delle scuole intraprese gli studi di filosofia e teologia presso il Collegio Romano dei Gesuiti, ma ben presto si rese conto del proprio interesse verso la storia naturale e la medicina.
Intraprese quindi gli studi di medicina presso l'Università della Sapienza, acquistando in breve tempo fama e onori.

### Carriera medica
Laureatosi in filosofia e medicina nel 1672, nel 1676 ottenne il posto di medico assistente presso l'allora Arcispedale di Santo Spirito in Saxia.
Nel 1678 diventò membro del Collegio del Salvatore, un'istituzione che selezionava giovani medici talentuosi nello studio e nella ricerca; in questi anni produsse ricerche in diversi campi e diversi manoscritti scientifici.
Nel 1685 gli fu assegnata la cattedra di anatomia presso l'Università della Sapienza a Roma, che tenne fino al 1695. Quindi passò alla cattedra di medicina teorica. Dal 1702 al 1718 fu infine su quella di medicina pratica. Nel 1688 venne nominato Archiatra pontificio da Innocenzo XI; dopo la sua morte tornò per un certo periodo alla pratica medica.

### Presso la corte papale
Dopo qualche anno di lontananza dalla curia nel 1699 il medico fu chiamato per un consulto sullo stato di salute di Innocenzo XII, che morì l'anno seguente. Il Collegio dei Cardinali gli chiese quindi di diventare Medico del Conclave.
Anche il successore di Innocenzo XII, Clemente XI, confermò Lancisi nella sua posizione. Egli rimase con il papa fino alla morte di quest'ultimo, avvenuta nel 1720: divenne quindi membro laico della famiglia pontificia e poté proseguire la sua carriera.
Lancisi fu membro di numerose accademie, incluse l'Accademia dei Fisiocritici di Siena, l'Accademia delle Scienze a Bologna, l'Accademia Tedesca Naturae Curiosorum ( Accademia Cesarea Leopoldina ) e il Royal College of Physicians a Londra.
Nel 1690 fu inquisito per eresia dal Santo Uffizio, insieme ad altri medici, ma il suo caso venne archiviato.
Nel 1691 entrò a far parte dell'Accademia dell'Arcadia, assumendo il nome di Ersilio Macariano.
Nel 1715 fondò l'Accademia Lancisiana.
Morì a Roma il 20 gennaio 1720.
Lasciò la sua ricca biblioteca di volumi e di manoscritti all'Ospedale di S. Spirito, insieme ad una rendita che consentì di fondare l'attuale importante Biblioteca Lancisiana. È unanimemente riconosciuto come uno dei più insigni medici della tradizione italiana.
Fu sepolto presso il Santo Spirito, dove è ricordato da una lapide.

## Opera scientifica
Anatomista, fisiologo, botanico, si dedicò anche alla letteratura e all'antiquaria.
In campo anatomico il suo nome è legato alla descrizione delle strie longitudinali mediali del corpo calloso, i “nervi di Lancisi”, al “segno di Lancisi”, un particolare tipo di pulsazione nel polso giugulare, presente in casi di severa insufficienza della valvola tricuspide, e alla edizione delle Tabulae anatomicae di Bartolomeo Eustachio (1714). Pubblicò anche la Metallotheca di Michele Mercati (1717), alla quale si erano interessati anche Carlo Dati ed Ottavio Falconieri.
Tra le opere di medicina di Lancisi si ricordano il De subitaneis mortibus (1707), la Dissertatio de recta medicorum studiorum ratione instituenda (1715), e il postumo De motu cordis et aneurysmatibus (1728), con il quale contribuì allo sviluppo della fisiopatologia cardiocircolatoria, distinguendo l'ipertrofia dalla dilatazione del cuore e studiando l'origine degli aneurismi.
Affermò poi la possibilità della trasmissione della malaria per mezzo delle zanzare, incoraggiando la bonifica delle paludi nell'Agro Pontino. Mentre molti sostenevano ancora le ragioni dell'antico umoralismo, nel De bovilla peste (1712) e nel successivo De noxiis paludum effluviis eorumque remediis (1717) egli affermò che la malaria fosse una vera pestem, e che la sua origine fosse un'infezione trasmessa attraverso il contagio. Fece due ipotesi: la prima prevedeva che gli insetti depositassero organismi microscopici in cibi o bevande lasciati scoperti, e che ci si ammalasse consumando tali alimenti; la seconda invece prevedeva che gli insetti iniettassero direttamente nelle ferite la loro saliva piena di un venifico liquido.
Nonostante ciò rimase aperto il dibattito sul processo di contagio tra coloro che sostenevano fosse causato da microrganismi e coloro che invece sostenevano che le malattie infettive fossero dovute a miasmi ed esalazioni di particelle acide e corrosive. Il contrasto, destinato a segnare tutta la storia della medicina moderna, si ripropose a proposito del problema dell'eziologia acarica della scabbia propugnata da Giovanni Cosimo Bonomo e Diacinto Cestoni. In questo caso Lancisi sostenne le ragioni dell'antico umoralismo. Il contrasto provocò una vivace controversia tra Lancisi e Bonomo, dietro la quale si stagliava, con molta chiarezza, la figura di Francesco Redi. Il medico romano fu probabilmente coinvolto anche nella vicenda della diffusione della notizia di una presunta ritrattazione del medico aretino, che avrebbe riguardato sia il principio della generazione parentale sia, nel caso specifico, la generazione degli insetti delle galle.

## Biblioteca Lancisiana
La Biblioteca Lancisiana fu fondata nel 1714 da Giovanni Maria Lancisi.
Collocata nel Palazzo del Commendatore nel Complesso Monumentale di Santo Spirito in Saxia, conteneva libri e strumenti scientifici e medico-chirurgici. Secondo le intenzioni di Lancisi, qui doveva essere possibile consultare testi, svolgere attività sperimentali, discutere argomenti di medicina e di scienza in pubbliche accademie.
Oggi la biblioteca conserva circa 18.000 volumi a stampa, di cui circa 60 incunaboli, 2000 cinquecentine, numerosi volumi del ‘600 e ‘700, oltre a 374 manoscritti. Sono presenti grammatiche, lessici e dizionari, testi degli oratori e dei poeti greci e latini; gli storici e gli scrittori di politica, i filosofi greci e i loro interpreti; i matematici; i filosofi sperimentali; testi di storia naturale, di chimica, di farmacia, di anatomia e di chirurgia; testi di medicina legale; testi sacri; testi di storia ecclesiastica e di teologia.
Dal 2003 è chiusa al pubblico per lavori di restauro.

### Catalogo aperto dei manoscritti lancisiani
È stato realizzato da Microsoft con la coordinazione dei professori Antonio Cartelli e Marco Palma dell'Università degli Studi dell'Università di Cassino .
È articolato in cinque differenti sezioni operative:
- La prima sezione è destinata a contenere materiali utili alla conoscenza della biblioteca e a fornire un quadro coerente dell'insieme dei materiali di cui fanno parte gli esemplari che interessano o che sono oggetto di studio;
- Nella seconda sezione è prevista la bibliografia dei manoscritti in possesso della biblioteca;
- La terza sezione presenta le descrizioni a stampa dei codici e quelle contenute negli antichi inventari manoscritti;
- Nella quarta sezione sono presenti le immagini che riproducono in tutto o in parte le pagine dei manoscritti:
- La quinta sezione si basa su un sottosistema informativo molto simile ad un forum dove è possibile pubblicare i manoscritti della biblioteca stessa o scambiare informazioni, formulare progetti e dibattere problemi di comune interesse.

È anche in corso la digitalizzazione dell'intero patrimonio manoscritto della Biblioteca Lancisiana.

## Scritti
Opere edite:

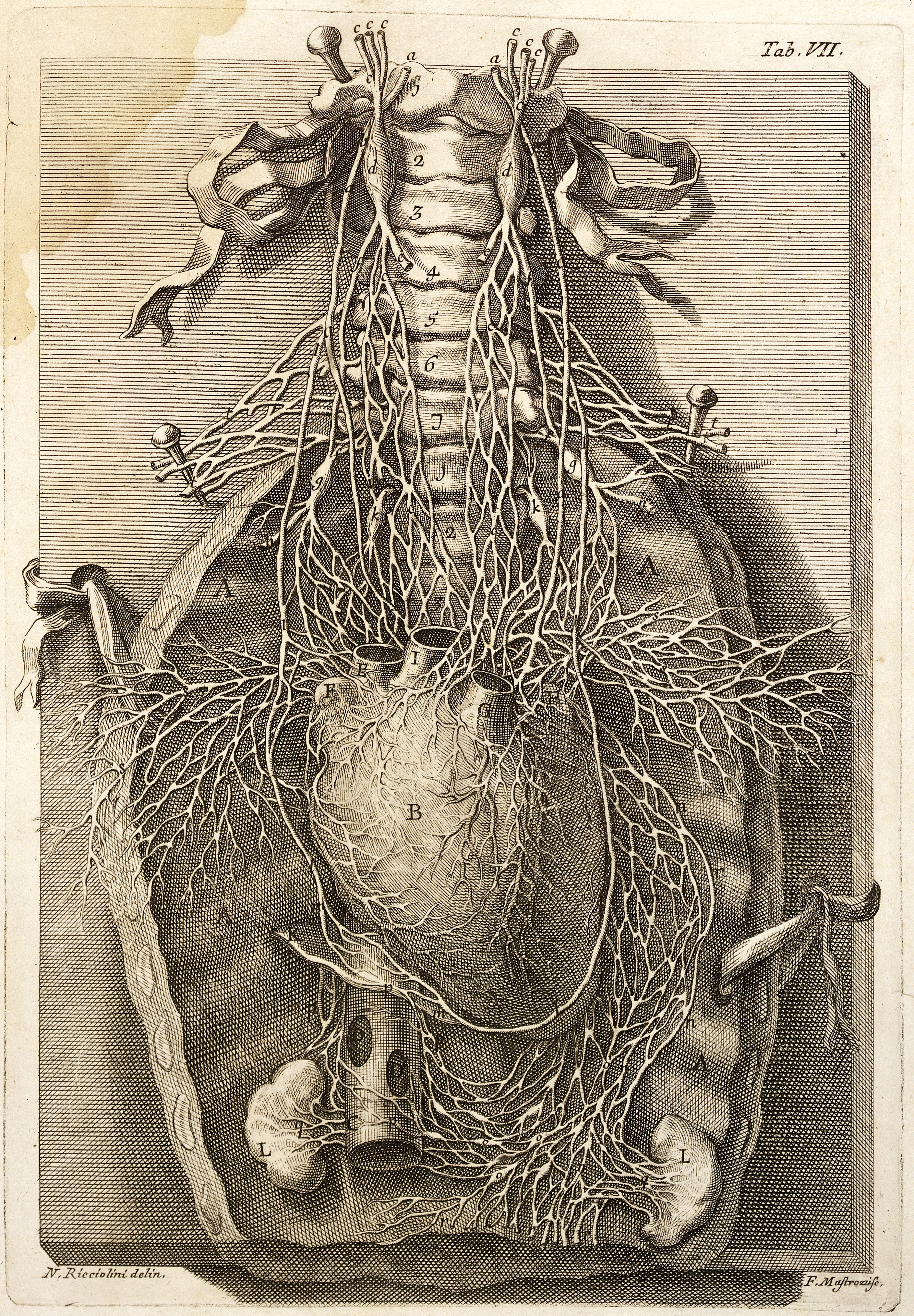
Nervi intorno al cuore. Illustrazione tratta dal De motu cordis et aneurysmatibus di Lancisi (1724)

- Congressus Medico Romanus (de virginis cujusdam Calliensis stupendo morbo) habitus in Aedibus D. Hieronymi Brasavoli, die Lunae 21 septembris 1682, Roma, 1682.
- Problema (se la paura possa suscitare i vermi nel corpo dei bambini), Roma, 1687.
- Anatomia per uso et intelligenza del disegno, ricercata non solo su gl'ossi e muscoli del corpo umano, ma dimostrata ancora su le statue antiche più insigni di Roma, delineata in più Tavole, ec. per istudio della Regia Accademia di Francia, Pittura e Scultura, sotto la direzione di Carlo Errard, e preparata su i cadaveri dal dott. Bernardino Genga e colle spiegazioni et indice del sig. Canonico Gio. Maria Lancisi, Roma, 1691.
- Del modo di filosofare dell'Arte Medica, e si prova che per la medicina razionale è meglio servirsi della filosofia sperimentale che di qualunque altra. Discorso detto nell'anno 1692, nella Galleria di Minerva, tomo IV, part. III, Venezia, 1704.
- De Subitaneis mortibus, Roma, 1707.
- Votum super primo, secundo e quarto ex propositis Miraculis pro Canonizatione B. Pii V, Roma, 1708.
- Epistolae tres. 1° Antonio Pacchioni, 2° e 3° Jo. Dominico Branciardo, nelle Considerazioni ed esperienze intorno alla generazione de' vermi del corpo umano, fatte da Antonio Vallisnieri, Padova, 1710, pp. 125, 127, 137.
- Dissertatio de nativis, deque adventitiis Romani coeli qualitatibus; cui accedit historia epidemiae rheumaticae quae per hyemem anni 1709 vagata est, Roma, 1711.
- De bilis secretione, nella Historia Hepatis, Aug. Taur., 1711.
- Dissertatio physiognomica et de sede cogitantis animae, nelle Osservazioni anatomico-medice del Poletti, Venezia, 1713.
- Dissertatio Historica de bovilla peste ex Campaniae finibus anno 1713. Lazio importata, deque praesidiis per SS. Patrem Clamentem XI Pont. Max. opportune adhibitis, cui accedit Consilium de quorume epidemia, quae Romae grassata est anno 1712, Roma, 1715.
- Dissertazione epistolare (sulla epizoozia dei buoi e la preservazione dal morbo) scritta al p. Antonio M. Borromeo e riportata nell'Istoria, dello stesso Borromeo, dell'epidemia dei bovi, Venezia, 1712, p. 137
- Lettera al Sig. Antonio Vallisnieri sopra il ritrovamento delle Tavole anatomiche di Bartolomeo Eustachio, nel Giornale dei Letterati, tomo XII, Venezia, 1712, p. 448
- Tabulae Anatomicae Bartholomaei Eustachii, quas e tenebris tandem vindicatas e Praefatione, Notisque illustraviv, ac ipso suae Bibliothecae dedicationis die publici juris fecit Jo. M. Lancisius, Roma, 1714.
- Dissertatio Epistolaris de ortu, vegetatione, ac textura fungorum ad Ludovicum Ferdinandum Marsilium - Pysiologicae Animadversiones in Plinianam Villam, nuper in Laurentino detectam, in Marsilii Dissertatione de generatione fungorum, Roma, 1714.
- Dissertatio de recta Medicorum Studiorum ratione instituenda; habita ad novae Academiae Alumnos et Medicinae Tyrones in Archinosocomio S. Spiritus in Saxia, Roma, 1715
- Epistola Physico-Medica ad Ill. e Rev. D. Philippum de Turre, Episc. Adrinsem, de Morbo, interitu, e funere... D. Horatii Albani (Clementis XI) germani, fratris nella Centuria III e IV. Accademiae, ecc. Naturae Curiosorum, Norimberga, 1715, p. 1 in appendice.
- Michaelis Mercati Samminiatensis, Metallotheca. Opus posthumum auctoritate et munif. Clementis XI Pont. Max, e tenebris in lucem eductum Opera autem et studio Jo. Maria Lancisii archiatri pontificii illustratum, Roma, 1717.
- De noxiis paludum effluviis eorumque remediis. Libri duo., Roma, 1717.
- Opera quae hactenus prodierunt omnia; Dissertationibus nonnullis adhuc dum ineditis, locupletata, et ab ipso auctore recognita, atque emendata. Collegit, ac in ordinem digessit Petrus Assaltus. Genevae, sumptibus fratrum de Tournes, 1718, Roma, 1718.
- Lettera al signor Antonio Vallisnieri (sopra alcuni errori incorsi nella sua opera: De noxiis paludum effluviis), nel Giornale dei letterati d'Italia, tomo 29, Venezia, 1718.
- Epistola Ludovico XIV Gallorum Regi, nella Biblioteca Lancisiana... descritta dall'Abate Cristoforo Carsughi, Roma, 1718, p. 110.
- Dissertationes Anatomico-Medicae, altera de vena sine pari; altera de gangliis pernorum, cum explicationibus duarum tabularum 8ab auctore missarum), inserito in Io Bapt. Morgagni Adversaria Anatomica, Patavii, 1719.
- Jannellius (Januarius) Historia Morbi Cardinalis Caroli Columnae, cum brevi scholio, Acced. Annotationes Jo. Mariae Lancisi, Roma, 1719.
- De natura e presagio Dioscurorum, nantis in tempestate apparentium, Dissertatio Epistolaris ad Joannem Olivam Rhodiginum, con Camilli Silvestrii in Anaglyphum Graecum Interpretatione, ibid, Roma, 1720.
- Epistola Antonio Coelestino Cocchio (de aneurismate inctra pectus sepulto), in Cocchii Epistolis Phisico-Medicis, Roma, 1725, p. 59.
- De motu cordis, et aneurismatibus, Opus postumum in duas partes divisum, Roma, 1728.
- Lettera a D. Filippo della Torre vescovo d'Adria, sopra un male d'occhi d'un fanciullo, nella Raccolta d'Opuscoli scientifici del P. Angelo Cologerà, tomo 33, Venezia, 1745, p. 207
- Epistolae duae, altera Jo. Bapt. Morgagno, altera Jo. Bapt. Blanchio, inserite in I. B. Morgagni, Adversaria anatomica omnia, archetypis aereis tabulis... ornata., Venezia, 1762
- Del merito letterario di Lorenzo Bellini, fiorentino, di Pirro Maria Gabrielle, sanese, di Vitale Giordani, nelle Vite degli Arcadi illustri, pp. 44, 121, 192.